# Contrôle officiel suisse des chronomètres
Le Contrôle officiel suisse des chronomètres (COSC) est une association à but non lucratif crée en 1973. Reconnue d’utilité publique, elle œuvre au service de l’horlogerie suisse.

## Mission
Le rôle du COSC est d'attester qu'un mouvement d'horlogerie a satisfait aux critères de précision édictés par la norme internationale ISO 3159, qui donne la définition du chronomètre-bracelet, en émettant un « certificat officiel de chronomètre ».

## Historique

### Naissance des Bureaux officiels de contrôle

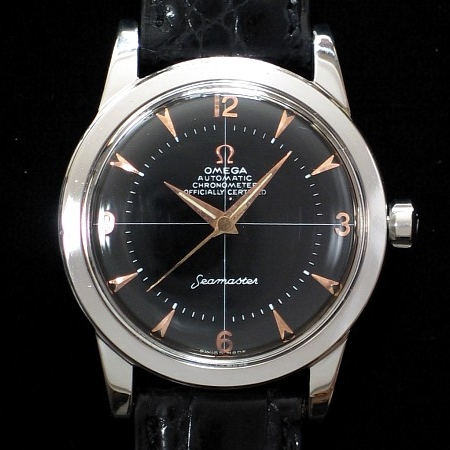
Un chronomètre certifié par les bureaux officiels de contrôle, vers 1950.

En mars 1878, l’École d'horlogerie de Bienne ouvre en Suisse le premier « Bureau de contrôle des montres civiles » à la suite d'une demande des fabricants d’horlogerie de voir la qualité de leurs produits contrôlée par une instance neutre, afin de promouvoir : « Une fabrication honnête au détriment de la pacotille ».
En 1883, les villes de Saint-Imier et de La Chaux-de-Fonds se dotent toutes deux de « Bureaux communaux d’observation des montres ».
En 1901, c'est au tour du Locle d'inaugurer son Bureau communal d’observation, il est intégré à la classe de réglage du Technicum du Locle.
L’ensemble des bureaux communaux existants sont renommés « Bureaux officiels de contrôle de la marche des montres » en 1905.
En 1942, l’École professionnelle de la Vallée de Joux ouvre au Sentier un cinquième bureau de contrôle, puis en 1956, la ville de Genève fait de même.
En 1957, les milieux horlogers sollicitent la fondation d'un septième bureau à Soleure.
Les Bureaux officiels (BO) se livrent jusqu’alors une ferme concurrence entre eux. En 1970, le conseiller d’État neuchâtelois René Meylan plaide pour la création d'une Commission Intercantonale des BO qui devra structurer les règlements et les tarifs des contrôles. Ces démarches aboutiront sur la constitution de l'Association pour le Contrôle officiel suisse des chronomètres (COSC) en septembre 1973.

### Le COSC
Créé par les cantons suisses de Berne, Genève, Neuchâtel, Soleure et de Vaud en association avec la Fédération de l'industrie horlogère suisse, l'objectif premier du COSC est d'obtenir pour l’ensemble des Bureaux de contrôle la similitude des conditions d’observation et l’unification des tarifs.
En 1973, Pierre-André Bugnon fut le premier directeur du « Contrôle officiel suisse des chronomètres » et sa mission est de « Mettre fin à l’absurdité du système actuel des BO » en en assurant une meilleure gestion.
L'offre des BO est réorganisée. Ainsi, Soleure et Le Sentier décident de fermer leur BO durant l’exercice 1976, suivi dans le courant 1978 par Saint-Imier et La Chaux-de-Fonds en 1981.
En 2013, le bureau de Genève est transféré vers Saint-Imier.
Actuellement, seuls les BO de Bienne, du Locle et de Saint-Imier restent en activité. Depuis 1994, ces bureaux sont officiellement accrédités par l'Institut fédéral de métrologie comme des « laboratoires d’étalonnage ».
La direction du COSC, basée à La Chaux-de-Fonds, coordonne le fonctionnement des BO en fournissant et en assurant la maintenance des équipements de mesure et de gestion des résultats aux Bureaux. Elle est à l'origine des prescriptions de contrôle applicables aux divers types de mouvements déposés et entreprend aussi des actions relatives à la communication et à la défense du « chronomètre » au sens large du terme.

## Méthodes
Les pièces sont mesurées sur plusieurs jours dans plusieurs positions après avoir passé un certain temps à différentes températures.